# Hoa Kỳ rút quân khỏi Iraq
Việc rút tất cả lực lượng quân sự Mỹ khỏi Iraq đã là một vấn đề gây tranh cãi tại Hoa Kỳ ngay khi Chiến tranh Iraq bắt đầu. Cuộc chiến bắt đầu với cuộc xâm lược và nối tiếp là sự chiếm đóng, dư luận công chúng Hoa Kỳ đã nghiêng về vấn đề rút quân. Đến tháng 05 năm 2007, 55% người Mĩ cảm thấy cuộc chiến là sai lầm, và 51% số phiếu bầu cho cuộc rút quân. Cuối tháng 04 năm 2007, Quốc hội Hoa Kỳ thông qua bộ luật chi tiêu phụ cho Iraq đưa ra hạn chót cho việc rút quân, nhưng Tổng thống Hoa Kỳ George W. Bush phủ quyết định luật này không lâu sau đó. Trong cuộc phủ quyết, những người đề xuất của cuộc rút quân đã dùng vài thủ đoạn để chuyển hướng tới thành lập những tiêu chuẩn mà Chính phủ Iraq sẽ cần phải đáp ứng, một kế hoạch có thể làm hài lòng Tổng thống và Chủ tịch cố vấn của mình. Nhà báo Pepe Escobar chỉ ra số phận về luật dầu Iraq là điểm rất quan trọng trong quyết định rút quân của chính phủ Hoa Kỳ. Thủy quân lục chiến Hoa Kỳ vẫn còn 8 căn cứ tại Iraq.

## Ủng hộ
Trước và sau cuộc xâm lược vào năm 2003, phần lớn người Mĩ ủng hộ cuộc chiến. Nhưng đến tháng 12 năm 2004, đa số đều cho rằng cuộc xâm lược là một sai lầm. Vào mùa Xuân năm 2007, quan sát bắt đầu lập một thời dụng biểu cho cuộc rút quân.

## Bầu cử Tổng thống Hoa Kỳ năm 2004
Đâu là một vấn đề bất đồng giữa John Kerry và George W. Bush trong cuộc bầu cử tổng thống Hoa Kỳ, 2004. Kerry nói ông sẽ rút hết quân đội Hoa Kỳ khỏi Iraq vào tháng 08 năm 2004 là một mục tiêu trong nhiệm kỳ đầu. Tuy nhiên, ông không đưa ra hạng chót, và đưa ra các sắp xếp dàn quân trong tương lai gần.

## 2008

### Iraq gần đạt thỏa thuận về kế hoạch triệt thoái binh sĩ Mỹ
Ngày 7 tháng 8 năm 2008, hai viên chức Iraq nói rằng Hoa Kỳ và Iraq gần đạt được một thỏa thuận theo đó toàn thể binh sĩ tác chiến của Mỹ sẽ rời khỏi Iraq trước tháng 10 năm 2010, với các binh sĩ cuối cùng sẽ ra đi ba năm sau đó. Tuy nhiên, các viên chức Hoa Kỳ quả quyết rằng đã không có thời điểm nào được thỏa thuận.
Thỏa thuận, theo đề nghị, đòi hỏi người Mỹ chuyển giao một phần vùng Xanh của Bagdad - nơi tọa lạc Tòa Đại sứ Hoa Kỳ - cho người Iraq vào cuối năm 2008. Thỏa thuận cũng sẽ dời các lực lượng Hoa Kỳ ra khỏi các đô thị của Iraq trước ngày 30 tháng 6 năm 2009, theo hai viên chức trên, cả hai đều thân cận với Thủ tướng Nouri al-Maliki của Iraq và thông thạo với các cuộc thương lượng. Các viên chức, lên tiếng riêng rẽ với điều kiện không nêu danh tính, nói mọi binh sĩ chiến đấu Hoa Kỳ sẽ rời khỏi Iraq vào tháng 10 năm 2010, với các nhân viên yểm trợ còn lại ra đi "khoảng năm 2013." Lịch trình này có thể được điều chỉnh nếu cả hai bên đồng ý - một điều khoản để tránh mất mặt sẽ kéo dài sự hiện diện của các lực lượng Hoa Kỳ nếu tình hình an ninh đòi hỏi.
Việc chấp thuận của Hoa Kỳ - dù không dứt khoát - về một thời hạn rõ rệt sẽ là một sự đảo ngược quan trọng trong chính sách của Mỹ đã được đặt ra kể từ khi cuộc chiến tranh khởi sự vào tháng 3 năm 2003. Các viên chức của cả Iraq lẫn Hoa Kỳ đều đồng ý rằng thỏa thuận không phải đã dứt khoát và rằng một vấn đề lớn vẫn chưa giải quyết được là đòi hỏi của Hoa Kỳ để các binh sĩ Hoa Kỳ được đặc miễn khỏi sự truy tố theo luật pháp Iraq.
Trong suốt cuộc xung đột, Tổng thống Bush nhất quyết không chấp nhận bất cứ thời biểu nào để đưa quân đội Hoa Kỳ về nước. Tuy nhiên, vào tháng 7 năm 2008, ông Bush và Thủ tướng al-Maliki đồng ý đặt ra một "viễn ảnh thời gian tổng quát" để chấm dứt sứ mạng của Hoa Kỳ. Chuyển hướng của ông Bush về một thời hạn được coi như một hành động nhằm gia tốc việc thỏa thuận về một hiệp ước an ninh chi phối sự hiện diện quân sự của Hoa Kỳ ở Iraq sau khi sự ủy nhiệm của Liên Hợp Quốc hết hạn vào cuối năm 2008. Chính phủ do phe Hồi giáo Shiite cầm đầu của Iraq cương quyết đòi hỏi một lịch trình rút quân nào đó - một hành động mà người Iraq nói thiết yếu để được nghị viện chấp thuận.
Tại Washington, các viên chức Hoa Kỳ xác nhận rằng đạt được vài tiến bộ về các thời hạn để rút quân nhưng vấn đề miễn tố vẫn là một trở ngại lớn. Một viên chức cao cấp của Hoa Kỳ thân cận với cuộc thảo luận nói không có ngày tháng nào đã được đồng ý. Nhưng người Iraq khẳng định rằng thời hạn đã được dàn xếp một cách sơ khởi giữa hai bên, mặc dù họ công nhận rằng không có gì dứt khoát cho tới khi những cuộc thương lượng hoàn tất. Một viên chức Iraq nói việc thuyết phục người Mỹ chấp thuận một thời biểu là một "thành đạt then chốt" của những cuộc thảo luận và rằng chính phủ sẽ tìm kiếm sự phê chuẩn của nghị viện ngay sau khi thỏa hiệp được ký kết.
Nhưng sự bất đồng về đặc miễn có thể phá hoại toàn thể cuộc thương lượng, người Iraq nói. Một trong các viên chức mô tả quyền đặc miễn như một "bãi mìn" và nói mỗi bên đều cố kết với lập trường của mình. Một viên chức nói thương thuyết gia David Satterfield của Hoa Kỳ nói với ông rằng quyền đặc miễn cho các binh sĩ là một "vạch đỏ" đối với Hoa Kỳ. Viên chức trên nói nói ông ta đã đáp lại rằng vấn đề này "cũng là một vạch đỏ đối với chúng tôi." Viên chức trên nói người Iraq muốn ban quyền đặc miễn cho các hành động xảy ra trên các căn cứ của Mỹ và trong các hoạt động quân sự - nhưng không phải là một đặc miễn tổng quát trước luật pháp Iraq.
Người Iraq cũng muốn các lực lượng Mỹ giao lại bất cứ người Iraq nào mà họ cầm giữ. Hoa Kỳ nhấn mạnh rằng những người bị cầm giữ phải "sẵn sàng" để được chuyển giao, điều mà các viên chức Iraq cho rằng có nghĩa người Mỹ muốn thẩm vấn họ trước. Giữa lúc những cuộc thảo luận kéo dài, các viên chức Mỹ nói chính phủ Bush mất kiên nhẫn với người Iraq về những cuộc thương lượng mà cả hai bên đều đã hy vọng kết thúc vào cuối tháng 7 năm 2008. Một viên chức cao cấp của Hoa Kỳ nói: "Vấn đề chủ quyền là vấn đề rất lớn đối với người Iraq và chúng tôi thông cảm điều đó. Nhưng chúng ta đang mất kiên nhẫn. Tiến trình cần chuyển động và chuyển động một cách nhanh chóng."
Giữ lập trường cương quyết chống lại người Mỹ làm tăng uy tín của ông al-Maliki, cho phép ông thu hút sự ủng hộ của những người Iraq từ lâu chống đối sự hiện diện của Hoa Kỳ. Ngày 7 tháng 8 năm 2008, một phát ngôn viên cho Giáo sĩ Muqtada al-Sadr nói vị giáo sĩ Shiite sẽ kêu gọi các chiến binh của ông tiếp tục tôn trọng một cuộc ngưng bắn đối với các binh sĩ Mỹ - nhưng có thể bãi bỏ lệnh này nếu thỏa thuận về an ninh không chứa đựng một thời biểu cho một cuộc triệt thoái của Hoa Kỳ.

### Iraq đòi Hoa Kỳ xác định một thời hạn rút quân rõ rệt
Ngày 10 tháng 8 năm 2008, Ngoại trưởng Hoshiyar Zebai của Iraq nói rằng Hoa Kỳ phải cung cấp một thời hạn "thật rõ rệt" để triệt thoái các binh sĩ ra khỏi Iraq như một phần của một thỏa thuận cho phép họ ở lại sau năm 2008. Đó là lời khẳng định công khai mạnh mẽ nhất từ trước tới lúc này rằng Iraq đang đòi hỏi một thời hạn. Tổng thống George W. Bush từ lâu vẫn chống lại việc ấn định một lịch trình chắc chắn để rút các binh sĩ ra khỏi Iraq. Trong một cuộc phỏng vấn, ông Zebari nói thỏa thuận, gồm cả thời hạn, gần đạt được và có thể sẽ được trình bày trước nghị viện của Iraq vào đầu tháng 9.
Được hỏi là liệu Iraq có chấp thuận một tài liệu không bao gồm những thời điểm cho một cuộc triệt thoái hay không, ông Zebari đáp: "Không, không. Dứt khoát phải có một thời hạn thật rõ rệt." Thỏa thuận sẽ thay thế một nghị quyết của Hội đồng Bảo an Liên Hợp Quốc cho phép sự hiện diện của Hoa Kỳ ở Iraq, sẽ hết hạn vào cuối năm 2008. Một điểm khó khăn trong những cuộc thương lượng là Hoa Kỳ muốn các binh sĩ của mình phải được đặc miễn trước luật pháp Iraq. Vào tháng 7, phó chủ tịch nghị viện của Iraq nói rằng các nhà lập pháp có thể sẽ phủ quyết bất cứ một thỏa hiệp nào nếu đặc quyền này được ban cấp. Những trở ngại khác bao gồm quyền hạn của quân đội Hoa Kỳ để cầm giữ các công dân Iraq, và thẩm quyền của họ để thực hiện những cuộc hành quân, ông Zebari nói.

### Thỏa thuận sơ bộ
Ngày 21 tháng 8 năm 2008 sau khi gặp gỡ với Ngoại trưởng Hoa Kỳ Condoleezza Rice, Ngoại trưởng Iraq, Hoshyar Zebari nói Iraq và Hoa Kỳ đã đạt được thỏa thuận sơ khởi cho việc triệt thoái các lực lượng Mỹ ra khỏi các đô thị của Iraq vào tháng 6 sang năm. Những cuộc thương lượng về thời biểu rút quân đã diễn ra sau một thời gian dài Tổng thống Bush nhất mực nói rằng bất cứ lịch trình rút quân nào cũng gây nguy hiểm. Dự thảo thỏa thuận với Iraq sẽ liên kết những vụ giảm quân với thành quả đạt được đối với một số mục tiêu về an ninh, mặc dù các chi tiết chưa được công bố.
Xuất hiện cùng với nhau tại một cuộc họp báo, bà Rice và ông Zebari xác nhận rằng thỏa hiệp theo đề nghị phản ánh sự tin tưởng ngày càng tăng về khả năng của các lực lượng Iraq trong việc bảo vệ an ninh trong nước. Thỏa thuận sơ bộ này còn cần sự ủng hộ của các nhà lãnh hàng đầu và nghị viện của Iraq. Ông Zebari nói dự thảo sẽ được trình bày trước các nhà lãnh đạo, kể cả Thủ tướng Nouri al-Maliki. Vài thành viên trong nội các của ông al-Maliki đã chống đối vài khía cạnh trong đó.
Bà Rice lên tiếng một cách lạc quan về việc hoàn tất một thỏa hiệp nhưng nhấn mạnh rằng nó còn cần sự chấp thuận của cấp lãnh đạo Iraq. Chính phủ Bush không dự tính chuyển thỏa hiệp tới Quốc hội để chấp thuận. Phía Iraq đã đòi hỏi đặt ra những thời hạn rõ rệt cho việc triệt thoái của các lực lượng Hoa Kỳ, điều mà lúc đầu chính phủ Bush đã chống đối.
Một phần then chốt của dự thảo thỏa thuận giữa Hoa Kỳ và Iraq dự trù việc triệt thoái các lực lượng Mỹ ra khỏi các đô thị của Iraq vào ngày 30 tháng 6 năm 2009. Một vấn đề có liên hệ là việc đặt thêm các thời hạn khác cho những vụ triệt thoái các binh sĩ, kể cả một thời điểm theo đó tất cả các lực lượng Hoa Kỳ sẽ ra đi.
Ông Zebari nói: "Thỏa thuận này xác định các điều khoản có tính các nguyên tắc, những điều kiện, để chi phối sự hiện diện tạm thời và viễn ảnh thời gian, sứ mạng của các lực lượng Hoa Kỳ."
"Chúng tôi không phải ngồi đây thảo luận một thỏa thuận để cố thoát khỏi một tình hình xấu," bà Rice nói, khi khẳng định rằng dự thảo "được xây dựng trên sự thành công mà chúng ta đã đạt được trong năm vừa qua."

## Tổng thống Obama
Trong chiến dịch tranh cử vào năm 2008, Barack Obama cam kết sẽ rút lính Mỹ ra khỏi Iraq 16 tháng sau khi vào Nhà Trắng. Kế hoạch này, rút đi một lữ đoàn mỗi tháng, căn cứ vào quyết định của các chỉ huy Mỹ rằng điều đó sẽ không gây nguy hiểm cho số binh sĩ còn ở lại hoặc tình hình an ninh mỏng manh của Iraq. Tổng thống Obama đã có cuộc gặp gỡ với Bộ trưởng Quốc phòng Robert Gates tại Nhà Trắng vào ngày 24 tháng 2 năm 2009, và ông dự định sẽ đưa ra thông báo chính thức trong cùng tuần.
Vào thứ Tư, 25 tháng 2 năm 2009 các nhà chức trách Mỹ cho biết Tổng thống Obama dự định sẽ rút gần hết quân Mỹ khỏi Iraq trong vòng 19 tháng nữa và ông sẽ đưa ra thông báo chính thức trong cùng tuần. Khoảng 30.000-50.000 quân sẽ ở lại cho đến tháng 12 năm 2011 để tư vấn, đào tạo các lực lượng an ninh Iraq và bảo vệ các lợi ích Mỹ. Phần còn lại trong số 142.000 binh sĩ sẽ rút khỏi Iraq vào tháng 8 năm 2010, 19 tháng sau khi Obama tuyên thệ nhậm chức vào ngày 20 tháng 1 năm 2009. Khoảng 4.000 lính Anh dự trù triệt thoái là lực lượng sau cùng của Anh còn ở lại Iraq.
Đến thời điểm này, khoảng 4.250 lính Mỹ đã tử trận và 650 triệu Mỹ kim đã được chi dùng ở Iraq kể từ khi Washington DC và liên quân mở cuộc chiến lật đổ chính quyền Saddam Hussein vào tháng 3 năm 2003.
Các đơn vị Hoa Kỳ còn ở lại sẽ được tái phối trí theo sự phối hợp với giới chức Iraq để bảo đảm rằng các khu vực nguy hiểm nhất ở Iraq được bảo vệ. Tình trạng bạo động ở Iraq đã giảm hơn 90 phần trăm và đã ở mức thấp nhất kể từ Mùa Hè năm 2003, đồng thời cho rằng các cuộc khủng bố mới xảy ra là bằng chứng cho thấy thành phần al-Qaeda tại Iraq ngày càng tuyệt vọng.
Al-Qaeda và các thành phần khủng bố khác vẫn còn hoạt động, phiến quân có vẻ đang gia tăng các cuộc tấn công nhằm triệt hạ các tiến triển của chính phủ Iraq trong nỗ lực chuẩn bị cho cuộc bầu cử cấp tỉnh cũng như việc đạt thỏa thuận an ninh với phía Hoa Kỳ.

### Rút 12.000 lính trước tháng 9 năm 2009
Vào Chủ Nhật, 8 tháng 3 năm 2009 giới chức quân sự Hoa Kỳ loan báo việc 12.000 quân Mỹ và 4.000 lính Anh sẽ rời khỏi Iraq từ lúc này đến tháng 9, chỉ ít giờ sau khi một tên khủng bố tự sát cho nổ bom cạnh các cảnh sát viên và những người mới được tuyển mộ đang xếp hàng trước cổng học viện cảnh sát, làm 32 người thiệt mạng.
Đây là lần thứ nhì xảy ra cuộc tấn công lớn ở Iraq trong ba ngày trước đó và là cuộc khủng bố gây nhiều tổn thất nhân mạng nhất ở Bagdad kể từ gần một tháng trước đó, đồng thời cũng là một nhắc nhở về khả năng tấn công của phiến quân dù có sự cải thiện về tình hình an ninh trong khi quân đội Hoa Kỳ bắt đầu rút lui.
Theo Thiếu tướng David Perkins, việc rút quân sẽ giảm quân số chiến đấu của Hoa Kỳ từ 14 lữ đoàn xuống 12 lữ đoàn cùng với một số đơn vị hỗ trợ. Phía Hoa Kỳ cũng dự trù chuyển giao 74 căn cứ và khu vực dưới quyền kiểm soát lại cho người Iraq vào cuối tháng 3 năm 2009 trong tiến trình rút quân.